# 于國楨
于國楨（1900年—1952年），北京人。臺灣臺中縣前官派縣長。于國楨任臺中縣長時，時值第二次世界大戰之後，國共內戰燒至東南沿海之際，台灣省政府因支援東南區戰事，縣府經費不豐，是以不乘汽車，被地方父老認為是個一介不屈的好官。

## 生平
于國楨生性詼諧直率，其後任臺中縣長馮世欣曾稱之為華北怪傑，于爲人邋遢，年輕時留學莫斯科，恰與蔣經國是同學，且是同寢室室友，其床舖經常由蔣經國代爲整理。曾笑說：「蔣經國是蔣總司令介公的兒子，馮洪國是馮總司令玉祥的兒子，我是于總司令右任的兒子（于右任曾任靖國軍總司令，與于國楨毫不相干），我現在不叫于國楨了，我要改名爲于楨國。」上述此話，可略窺于國楨喜於戲謔的性格。其家中共有兄弟姊妹10人，在家中男孩排行老二，哥哥名叫于国栋。
臺中縣長任內，恰巧台灣省主席陳誠開始施行三七五減租政策，于為保護佃農權益，上任伊始即把林獻堂三子林雲龍從臺中縣農會的理事長位子換掉。
由於臺灣在戰後時期，中部大地主勢力頗大，于的鐵腕措施自然引來許多糾紛。例如臺中縣曾有一位地主，私與佃農簽約，違反減租法令。經發現後，由于國楨以縣長的身分下令警察局，扣押該地主，該地主亦不服軟，奮而向臺中地方法院申請，以「提審法」令警察局將人釋放，于國楨不予理會，並到臺中地方法院，指責首席檢查官違抗三七五減租。當時中央曾通令臺灣省各級法院有配合三七五減租的義務，才結束這場小風波。對於當初為施行土地改革，為此鬧上法院，于國楨曾笑談說：「這叫于國楨大鬧法院。」 

## 評價
于國楨這種強悍性格，頗並非人人樂見，關於其評價也就人言言殊。在吳國楨接替陳誠擔任省主席後，其省府財政廳長任顯群非常欣賞于國楨，曾說：「如果縣長都像于國楨一樣，我們就可以高枕無憂了」這是站在行政官僚追求效率的立場說出的話。但留學美國的政治學博士吳國楨不作此想，他曾向馮世欣言道：「于國楨完全是漢朝第五倫的作風，現在是什麼時代了，還來那一套！」可見吳國楨對於于縣長略顯「霸道」的作風，非常感冒，可見對於于的觀感，時人未必有一致的看法。 
但對於當時的佃農，對於這個親民的于縣長，可說是交口稱讚。因為于國楨平易近人，縣長任內，于經常騎著腳踏車帶著秘書往鄉下跑，了解農民疾苦，並不搭乘縣府的汽車。因于臉上長滿麻子，被鄉下農民取個綽號叫「麻皮伯」。于於縣長任內政績卓著，尤其其整理稅收，是全國第一。于氏於1954年以心臟病去世，蔣經國曾親臨致祭；此外竟有臺中農民組團來臺北祭拜者，在靈前痛哭失聲，可見于國楨之甘棠遺愛，為時人所樂道。

## 外部參考
- 馮世欣：〈我所知道的三七五減租〉，臺北：傳記文學出版社